# Niño de la Salud
El Niño de la Salud es una advocación que representa a Jesús en su infancia. 

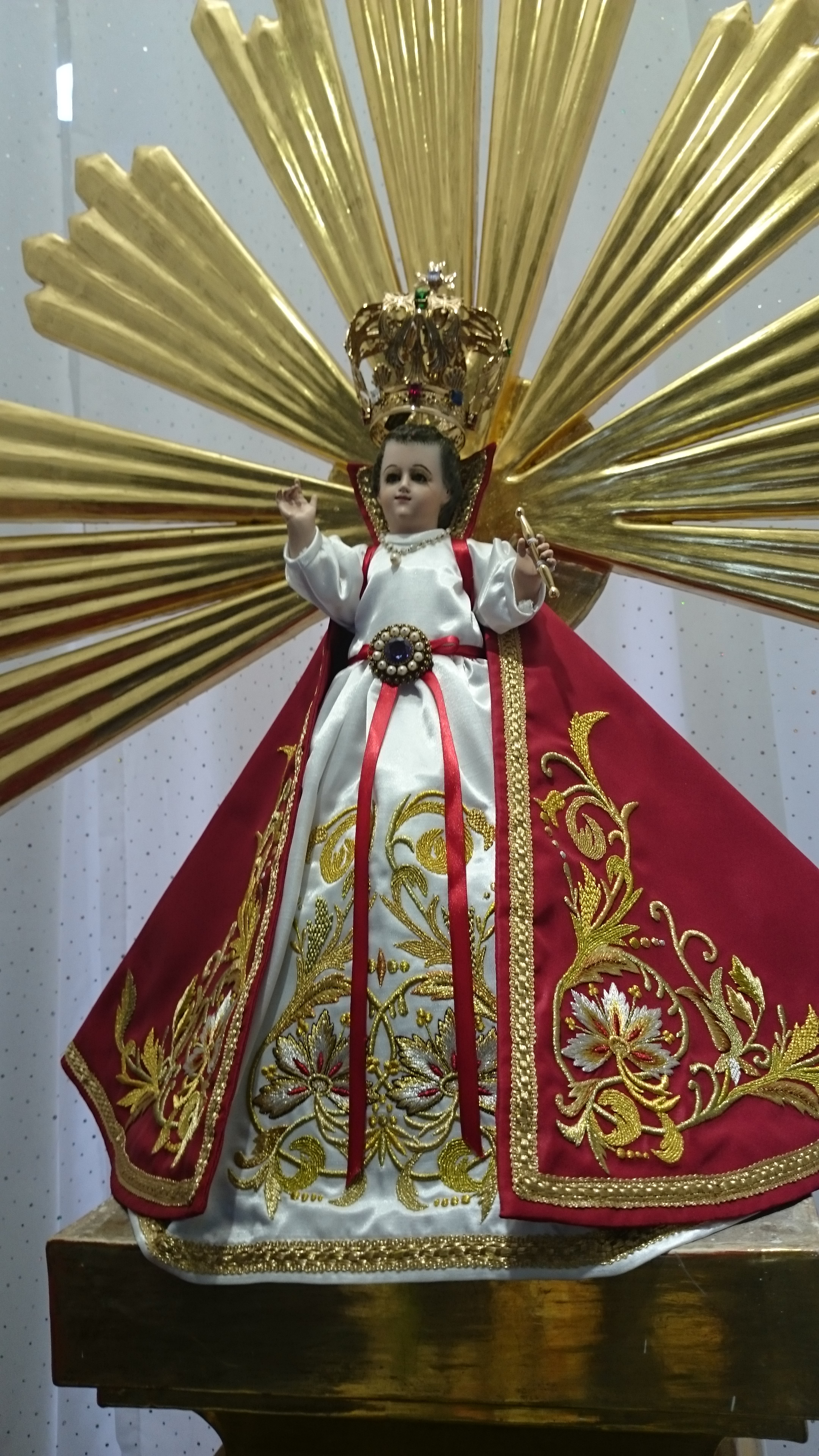
Niño de la Salud

Es una imagen de madera, de aproximadamente 11 pulgadas de estatura, que representa a un niño de aproximadamente cinco años de edad, de pie sobre una pequeña nube y base (no visibles), sonriente, revestido como rey portando corona y cetro.

## Historia de la Imagen
Esta advocación nació en la ciudad de Morelia, Michoacán, cuando el 12 de noviembre de 1939 Ma. Guadalupe Calderón Castañeda, recibió de manos de su madrina de primera comunión, Ma. de Jesús Magaña Díaz, el regalo de esta Imagencita. Ese mismo día el Niño Jesús hizo su primer milagro, curando instantáneamente a su hermana Rosa de un tumor en la mandíbula.
La joven Ma. Guadalupe colocó la imagen en la ventana de su casa y ahí acudía mucha gente a pedir favores a Jesús en esta advocación. Al comprobar la cantidad de favores que recibían principalmente los enfermos al pedirle con fe a Jesús ante esta pequeña Imagen, el 21 de abril de 1942 se acordó llamarle "Santo Niño Jesús de la Salud". Dado que comenzó a correr la fama de los milagros que hacía el Niño, el señor Arzobispo Don Luis Ma. Altamirano y Bulnes le pidió a la señorita que donara la imagen para el culto público, a lo que ella accedió con gusto para que muchos fieles pudieran acudir a Jesús en esta advocación. En la actualidad se encuentra una réplica de la imagen en la ventana donde nació el culto al Niño de la Salud, que ahora forma parte de un pequeño oratorio de las hermanas misioneras del Niño Jesús de la Salud, los fieles aún lo visitan ahí en el centro de la ciudad de Morelia.
Por disposición del Sr. Arzobispo la Imagen original fue llevada con toda solemnidad del hogar de la Srita. Calderón al Templo de Ntra. Sra. del Carmen el 15 de diciembre de 1957 y se bendijeron y coronaron las Imágenes Original y Peregrina.
La devoción se extendió muy pronto: en el país se le conoció no sólo en la ciudad de Morelia, sino también en Querétaro, México, DF, Edo. De México, Puebla, Guadalajara, León, Guanajuato, Monterrey, Saltillo, Culiacán, Cuernavaca, Monclova, Torreón; y en el extranjero se le conoció en Estados Unidos (Texas, California, Misisipi, etc.) y otras naciones como Irlanda, Argentina, España, India y Australia, con la aprobación de las autoridades eclesiásticas; siendo así que actualmente se le han construido ya muchos templos en su honor.

## Santuario Parroquial
En el año de 1957 la joven Calderón recibió autorización del Sr. Arzobispo para la construcción del Templo dedicado a su culto. Y habiendo recibido un milagro del Santo Niño de la Salud, el R. Padre Ralph Thyken, S.V.D. que residía en Chicago y era director general de las Misiones de Oriente, se interesó mucho por su devoción y en agradecimiento se ofreció conjuntamente con la joven Ma. Estela Barreda González para apoyar en la construcción del Templo. El encargado de su construcción fue el Sr. Canónigo Don José Sotelo Maya.
La primera piedra del Templo fue bendecida y colocada el 17 de agosto de 1958, los trabajos iniciaron el 4 de diciembre del mismo año. Y ya terminado el Templo se hizo el solemne traslado de la Imagen Original tomando posesión el 22 de abril de 1961. Cabe señalar que en tan sólo poco menos de dos años y medio se terminó esta magna obra gracias a los donativos de mucha gente que recibió algún favor del Niño, no es fácil que una obra de tal magnitud se termine en tan poco tiempo. La Iglesia fue erigida en parroquia el 8 de diciembre de 1967 y consagrada el 20 de abril de 1968. En la actualidad ha sido elevada a la categoría de santuario de la arquidiócesis de Morelia.
La iglesia es un edificio modernista funcional construido en cantera rosa, al igual que otros edificios en la ciudad. Tiene planta de salón dividido en tres naves de igual altura rematadas en bóveda de las llamadas de cascarón. Para acceder a él se abren tres puertas que dan a la avenida Acueducto y otras dos más pequeñas a las calles adyacentes.  Las paredes están caladas por coloridos vitrales modernistas.  A los pies de la nave central se hallan las capillas de exvotos, confesonarios y la placa de bronce que recuerda la consagración de la parroquia.  En el altar mayor tras un óculo de cantera con detalles de oro se halla el camarín con la sagrada imagen original. El edificio cuenta con columbario subterráneo, salones parroquiales, auditorio y aseos para los grupos parroquiales y peregrinos.
Al lado del santuario se construyó, en la década de los años 50 el convento de las Misioneras y una casa hogar para niñas y jovencitas en situaciones desfavorables.

## Romería y veneración
En recuerdo del traslado de la imagen original a su templo,  cada año la imagen peregrina es trasladada en romería desde la Catedral de Morelia por toda la Avenida Madero y Acueducto  hasta el Santuario.
Tras un triduo preparatorio, el último sábado de abril es llevada la imagen en carro alegórico acompañada de bandas de guerra y musicales, peregrinos y romeros de toda la República y del extranjero, así como de las religiosas de la congregación del Niño y los Misioneros Auxiliares. Al llegar al santuario tras la peregrinación son recibidos por algún obispo que celebra la Misa de peregrinos dando con ello comienzo a la solemnidad religiosa.
Su fiesta anual es el último domingo de abril en el marco del Tiempo litúrgico de Pascua.
Son muchos los favores concedidos por Jesucristo en esta advocación del Niño Jesús de la Salud, quien es conocido y venerado en muchas partes del mundo y su oración ha sido traducida a muchos idiomas. Constantemente acuden a su Santuario, peregrinos que desde lejanas tierras quieren postrarse agradecidos ante el Niño Jesús de la Salud pues han experimentado en su vida la presencia amorosa del Señor que les ha favorecido con algún milagro.
Todos los días 21 de cada mes en su santuario se ora especialmente por los enfermos recordando el día que se le impuso su nombre. Son muchos los favores y milagros que reciben quienes acuden a Él con fe y devoción.